# Cyclohexylformiat
Cyclohexylformiat ist eine organische Verbindung aus der Gruppe der Carbonsäureester. Sie leitet sich von Cyclohexanol und Ameisensäure ab.

## Herstellung
Cyclohexylformiat kann durch Umesterung von Cyclohexanol in Ethylformiat als Lösungsmittel hergestellt werden. Als Katalysator eignen sich hierfür beispielsweise Kupfer(II)-nitrat oder Silphos. Letzteres ist ein heterogener Katalysator, der aus Silicagel und Phosphortrichlorid hergestellt wird. Analog zu einer Vilsmeier-Haack-Reaktion kann Cyclohexanol mit Dimethylformamid und Benzoylchlorid formyliert werden. Alternativ kann Ameisensäure an Cyclohexen addiert werden. Als Katalysator eignet sich ein Ionentauscher-Harz oder Wolframatophosphorsäure. Weiterhin entsteht es bei der photokatalytischen Reduktion von Kohlenstoffdioxid mit Cadmiumsulfid / Titandioxid in Cyclohexanol.

## Reaktionen
Die Decarbonylierung von Cyclohexylformiat mit Trirutheniumdodecacarbonyl und Tributylphosphin ergibt Cyclohexanol.

## Verwendung
Cyclohexylformiat ist in der EU unter der FL-Nummer 09.160 als Aromastoff für Lebensmittel zugelassen. Daneben wird es auch als Dispergiermittel in Farben und Tinten verwendet.